# Chemin du Cap-Janet
Le chemin du Cap-Janet est une voie marseillaise.

## Situation et accès
Ce chemin situé dans le 15e arrondissement de Marseille, va du chemin de la Madrague-Ville au chemin du Littoral.
Cette rue à forte descente démarre sur le chemin de la Madrague-Ville à proximité du lycée professionnel de la Calade. Elle traverse de nombreux petits lotissements ainsi que la résidence HLM du Cap-Janet qu’elle longe par le sud. Elle se termine sur le chemin du Littoral, en face de la quatrième porte du grand port maritime de Marseille accessible via une passerelle qui enjambe l’autoroute A55. 
La rue mesure 715 mètres de long pour 8 mètres de large.

## Origine du nom
La rue est nommée en référence au cap Janet qui a aussi donné son nom à la copropriété HLM qu’elle longe, celle du Cap-Janet.

## Historique
La rue est classée dans la voirie de Marseille le 9 juillet 1959.

## Bâtiments remarquables et lieux de mémoire
- Au numéro 70 se trouve l’unité territoriale des logements sociaux dans les 15e et 16e arrondissements de la société LOGIREM.